# 6 Batalion Chemiczny Sił Powietrznych

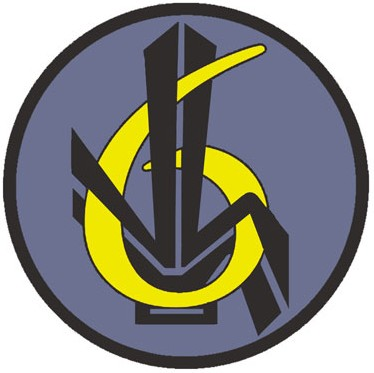
Oznaka rozpoznawcza na mundur wyjściowy

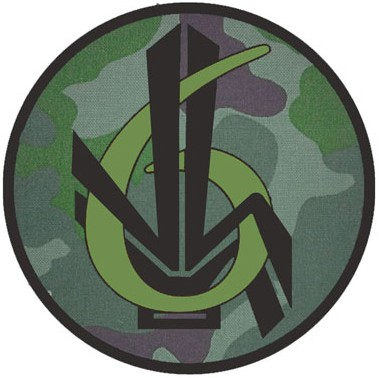
Oznaka rozpoznawcza na mundur polowy

6 Batalion Chemiczny Sił Powietrznych – pododdział wojsk chemicznych sformowany w Śremie 1 stycznia 2011, zgodnie z Decyzją MON nr Z-37/Org./P1 z dnia 27 maja 2010 i podporządkowany Dowództwu Sił Powietrznych.
Powstał w wyniku przeformowania kompanii chemicznych Sił Powietrznych stacjonujących wcześniej w 1 Bazie Lotniczej, 33 Bazie Lotnictwa Transportowego, 8 Bazie Lotnictwa Transportowego oraz w 6 batalionie dowodzenia Sił Powietrznych.

## Zadania
Głównym zadaniem batalionu jest zabezpieczenie stanowiska dowodzenia Sił Powietrznych i wiodących jednostek Sił Powietrznych, w tym baz lotniczych, dywizjonów rakietowych, jednostek radiotechnicznych pod względem obrony przed bronią masowego rażenia, stosownie do istniejącego zagrożenia.
Realizowane zadania to m.in.:
- likwidacja skażeń sprzętu, infrastruktury (w tym lotniskowej) oraz stanu osobowego jednostek wojskowych;
- rozpoznanie i monitoring skażeń powstałych po użyciu broni masowego rażenia, po awariach instalacji stacjonarnych i cystern z toksycznymi środkami przemysłowymi;
- zadania w zakresie ratownictwa chemicznego.

W warunkach pokojowych batalion realizuje zadania na rzecz Krajowego Systemu Wykrywania Skażeń i Alarmowania.

## Struktura
- dowództwo;
- 1 kompania chemiczna;
- 2 kompania chemiczna;
- 3 kompania chemiczna;
- grupa ratownictwa chemicznego;
- pododdziały logistyczne i dowodzenia.

## Tradycje
Decyzją Nr 162/MON z dnia 24 maja 2012 roku ustanowiono święto batalionu na dzień 31 marca.
Decyzją Nr 270/MON z dnia 11 września 2012 roku wprowadzono odznakę pamiątkową i oznakę rozpoznawczą 6. Batalionu Chemicznego Sił Powietrznych.

## Dowódcy
- ppłk mgr inż. Krzysztof Chmiel – 1 stycznia 2011 – lipiec 2013
- ppłk mgr inż. Bogusław Marek – lipiec 2013 – 31 marca 2022
- ppłk Remigiusz Mierzchała – od 31 marca 2022[4][5]